# Politique en Finlande
La Finlande est une République démocratique, reposant sur la nouvelle Constitution du 1er mars 2000. Son système politique est très proche du parlementarisme, mais le Président possède des pouvoirs, notamment concernant les affaires étrangères du pays ; ainsi, son système politique se révèle à l'équilibre entre le parlementarisme et le régime semi-présidentiel.
Respectant le principe de la séparation des pouvoirs, le Parlement forme le pouvoir législatif et le Conseil d’État, dirigé par le Premier ministre, forme le pouvoir exécutif. Le pouvoir judiciaire ne dépend pas du pouvoir exécutif.

## Partis politiques
Il existe des partis politiques en Finlande depuis à peu près un siècle. Leur statut a été défini par la loi sur les partis politiques en 1969. Selon la définition établie par le ministère de la justice, les partis sont des organisations enregistrées au registre des partis. Ils ont le droit de composer des listes de candidats pour les élections municipales, législatives et européennes. Pour devenir membre d'un parti politique, il faut normalement contacter l’association locale du parti.
Le Parti finlandais et le Parti suédois étaient parmi les premiers partis dans les années 1860. La question linguistique, qui a constitué le premier clivage majeur, a perdu en importance dans les années 1930, même si le Parti populaire suédois continue à représenter les intérêts de la minorité suédophone. Le Parti des travailleurs, aujourd’hui appelé le Parti social-démocrate de Finlande (SDP), est né en 1899 quand les travailleurs se sont organisés. Le clivage entre partis socialistes et non-socialistes est le principal clivage politique finlandais. En 1906, l'Union agrarienne, qui deviendra le Parti du centre en 1963, est créée pour représenter les intérêts des petits paysans contre les classes dominantes urbaines. Ce clivage ville-campagne reste important dans la vie politique finlandaise. En 1918, juste après l'indépendance, les partis de droite s'opposent sur des questions constitutionnelles. Le Parti de la coalition nationale est issu de ces conflits. C'est également après l'indépendance que l'aile radicale des sociaux-démocrates se détache pour former le Parti communiste de Finlande, basé à Moscou et autorisé en 1944 seulement. Dans les premières années de l’indépendance, les différences entre les idéologies des partis étaient énormes. Au cours des années, ces différences se sont réduites et, après les années 1980, aucun parti principal n’a proposé de changements radicaux concernant la société.
Après la Seconde Guerre mondiale, le parti centriste agrarien Maalaisliitto, aujourd’hui appelé le Parti du centre (Kesk), le Parti social-démocrate et le prédécesseur de l’Alliance de gauche, la Ligue démocratique du peuple finlandais (SKDL) qui regroupait les communistes et des socialistes, étaient les plus grands partis au Parlement. Les 20% des voix obtenus en moyenne par la Ligue démocratique du peuple finlandais fait alors de la Finlande l'un des pays d'Europe occidentale avec la France et l'Italie où les communistes sont les plus forts. Le soutien du Parti de la Coalition nationale (Kok) était 5–7 % au-dessous de ces partis jusque dans les années 1970. À partir de 1966, la SKDL participe à des gouvernements incluant sociaux-démocrates et agrariens, conduisant à des tensions internes entre réformistes et révolutionnaires et, in fine, au début de son déclin dans les années 1980. En même temps, la Ligue verte introduit l'idéologie de la protection de l'environnement dans la politique. Elle parvient à mobiliser les nouveaux mouvements sociaux au moment où l'extrême-gauche est en déclin. La Ligue verte et les Vrais Finlandais (PS) ont dépassé l’Alliance de gauche au XXIe siècle. En 2011, les Vrais Finlandais est devenu un des grands partis. Les Chrétiens-démocrates est un parti permanent du Parlement depuis 1966, mais il conserve une dimension modeste.

## Syndicats
Les organisations économiques négociant la conciliation des intérêts, aussi bien entre eux qu’avec l’État, jouent un rôle important dans le système politique de la Finlande. Les associations économiques les plus importantes sont les syndicats professionnels, qui représentent les employeurs et les employés, et quelques associations représentant certaines industries, notamment la Confédération des agriculteurs (Maa- ja metsätaloustuottajain Keskusliitto).
En Finlande, on a pris des décisions centralisées en matière de politique des revenus depuis plus de trente ans. Ces décisions ont concerné les salaires, les horaires de travail, la politique sociale, la politique financière, la politique fiscale et la politique de l’emploi. Au nom de la politique des revenus, quelques jours fériés ont même été déplacés à la fin de semaine. Plus tard, la situation a été remise en l’état d’origine. Dans les années 1970 et 1980, les syndicats professionnels s’étaient également engagés dans la politique commerciale.
La solidité, les formats de négociation centralisée et le système à trois niveaux où l’on négocie d’abord entre les confédérations, puis au niveau industriel et dernièrement au niveau syndical, sont des caractéristiques du modèle du marché du travail de la Finlande. Le taux de syndicalisation est très élevé en Finlande : à peu près 75 % des salariés font partie de syndicats professionnels. Dans de nombreux domaines, les employés de l’administration publique sont traités de la même façon que ceux du secteur privé. La législation garantit que les salariés peuvent exercer une influence directe. Dans de grandes entreprises, on peut trouver des comités de coopération entre l’employeur et ses employés qui négocient par exemple les licenciements. En fin de compte, un salarié finlandais a une plus grande influence sur le monde du travail que les salariés dans la majorité des pays à l’extérieur des pays nordiques.

## Politique et économie
La relation entre le système politique et le système économique est une question centrale dans toutes les sociétés. On peut dire qu’à un extrême se trouve le système capitaliste dans lequel la majorité des opérations économiques importantes sont réalisées par des entreprises privées, et qu’à l’autre extrême se trouve le système socialiste dans lequel ces opérations sont réalisées par des sociétés de l’État.
L’agriculture a joué un rôle relativement important en Finlande. Les petites fermes ont été dominantes et l’industrialisation s’est concentré sur le secteur d’industrie forestière, orientée vers l'exportation et sur l'industrie de la transformation du bois. Ces choses ont été des facteurs historiquement importants dans la société et dans la vie économique Finlandaise. C'est surtout le paiement des indemnités de guerre qui a fait grandir l’industrie métallurgique, par exemple l’architecture navale.
Les négociations entre la Finlande et l’Union Soviétique (idänkauppa) se fondaient sur des accords politiques. Les négociations se sont poursuivies jusqu’à la dissolution de l’Union Soviétique. Au début des années 1990, la croissance économique en Finlande est devenue de plus en plus dépendante des marchés internationaux qui ne pouvaient plus être régis par des accords politiques.
Vers la fin du XXe siècle, les technologies de l’information sont devenues un facteur important dans l’industrie exportatrice finlandaise. Une entreprise, Nokia et ses sous-traitants, a eu un effet remarquable sur le PIB dans les années 1990 et 2000. En 2000, Nokia a augmenté le PIB de la Finlande de 2,4 points de pourcentage.

## Organisations non gouvernementales
En plus des syndicats économiques et des partis politiques, il y a beaucoup d’autres groupes, associations, mouvements et organisations qui tentent d'influencer le système politique pour atteindre leurs objectifs ou pour faire avancer leur cause. Une organisation non gouvernementale peut en général être définie comme une organisation fonctionnant à plusieurs niveaux, de plus en plus souvent au niveau international. Quelques-unes de ces organisations travaillent en nom du gouvernement. Ces organisations effectuent des tâches d’exécution. Une partie des organisations non gouvernementales partage les idéologies de l’État, une autre partie critique franchement la politique officielle et essaye d’influencer l’opinion générale du peuple et la prise de décision politique.Les organisations non-gouvernementales sont appelées « troisième secteur », les autres secteurs étant le secteur privé et le secteur public.

## Médias
Les journaux finlandais restent toujours versatiles. Il y a cinquante-trois journaux qui paraissent de quatre à sept fois par semaine. Le plus grand journal est Helsingin Sanomat. En Finlande, quatre journaux sur cinq sont livrés tôt le matin. Seulement 11 % des profits sont issus de la vente au numéro. On dit que cela explique la prospérité des journaux en Finlande. Même comparés aux autres médias, les journaux jouent toujours un rôle important dans la presse. En 2004, huit personnes sur dix, âgées de 12 à 69 ans, lisaient des journaux au quotidien.
Traditionnellement, la presse municipale est considérée comme un acteur de poids. En revanche, le rôle de la presse politisée a diminué de façon radicale.
L’importance des périodiques en Finlande est exceptionnelle. La radiodiffusion est basée sur la loi de la radiodiffusion adoptée en 1993. Selon cette loi, la tâche de la radiodiffusion est très vaste.
Les contenus de la communication reflètent le système des médias qui se base sur des traditions fondamentales et dans lequel les journaux à la demande et les médias électroniques des services publics restent des facteurs centraux. En Finlande, les normes dans le domaine du journalisme sont fondées sur les modalités éthiques, le guide de conduites des journalistes (journalistin ohjeet) et les modalités de programmation de la radiodiffusion. Les problèmes pratiques de l'éthique sont traités par un organisme d'autorégulation des médias, le Conseil des médias de masse en Finlande (Julkisen sanan neuvosto), dont les membres sont des représentants des organisations des journalistes et des éditeurs, des professionnels de loi et des membres qui viennent d’autres domaines.
Les médias sociaux et la révolution médiatique influencent la communication dans les années 2010.

## Pouvoir exécutif
Le président de la République est élu pour six ans au suffrage universel direct. Chef des forces armées et de la diplomatie, il nomme le Premier ministre, qui peut prononcer la dissolution du Parlement et promulguer des lois sur lesquelles il dispose d'un droit de veto. Le conservateur Alexander Stubb occupe ce poste depuis 2024.
Le Gouvernement est constitué d'une part du Premier ministre, entériné par le Parlement et nommé par le président de la République, et d'autre part des ministres nommés par ce dernier. Il fixe la politique de la Nation, a l'initiative des lois et dirige l'administration publique. Petteri Orpo occupe ce poste depuis le 20 juin 2023.
Le président dirige la politique étrangère de la Finlande en collaboration avec le gouvernement. Il désigne quelques-uns des hauts fonctionnaires et les juges de la Cour suprême. En cas d'empêchement du président, il est représenté par le premier ministre. En cas d’absence du premier ministre, le président est remplacé par le représentant du premier ministre.
Le président est le chef des forces armées. Il désigne les officiers. Le président prend la décision de mobiliser les forces armées à l’initiative du gouvernement. Il décide de la guerre et de la paix avec le consentement du Parlement.
Avant la nouvelle constitution, qui a été rédigée en 1999 et adoptée en 2000, le président avait beaucoup plus de pouvoir. Seuls Paasikivi et Kekkonen ont pleinement utilisé ces pouvoirs. Entre les années 1946 et 1981, la Finlande était un pays semi-présidentiel. Le président bénéficie toujours du droit de veto, bien que le Parlement puisse l'annuler.

## Pouvoir législatif
Le Parlement de Finlande (en finnois : Eduskunta) est composé de 200 députés élus pour quatre ans au scrutin proportionnel. Il investit et censure le Gouvernement, vote les lois et modifie la Constitution.
Il est, depuis les élections législatives d'avril 2023, dominé par les conservateurs (Kok) (48 sièges sur 200) devant le Parti des Finlandais (PS) (46 sièges), le Parti social-démocrate (SDP) (43) et le Parti du centre (Kesk) (23 sièges).
Depuis le 20 juin 2023, le Kok, PS, SFP et KD forment la majorité parlementaire soutenant le gouvernement Orpo.
Le Conseil des ministres est tenu de présenter le projet de budget de l’année suivante au Parlement. La commission des finances se penchera sur le budget et les initiatives des députés concernant celui-ci. Une des missions importantes du Parlement est de maintenir le gouvernement opérationnel.

## Autorités judiciaires
Les autorités judiciaires sont indépendantes du pouvoir exécutif. Les juges sont nommés par le président de la République.
Les tribunaux de district (käräjäoikeus) constituent la juridiction de première instance. On peut faire appel des décisions de ces tribunaux devant les cours d'appel (hovioikeus). La Cour suprême (korkein oikeus) représente la juridiction suprême en matière civile et pénale. Le tribunal administratif et la Cour suprême sont chargés des questions administratives.

## Finances d'État
Les impôts du côté des recettes du budget et les taxes parafiscales de l’économie budgétaire de l’État couvrent environ 40 milliards d’euros. Il y a environ 13 milliards d’euros d’impôts sur le revenu et 18 milliards d’euros d’impôts sur les ventes. Du côté des dépenses, les plus grandes sections sont les dépenses du Ministère des finances (17,5 milliards), du Ministère des affaires sociales et de la santé (13 milliards) et du Ministère de l'éducation et de la culture (6,7 milliards).
Le total des dépenses publiques est presque 50 % du PIB. La prise de décision politique détermine comment les ressources pour produire des produits et des services sont procurées. Aujourd'hui, le montant des recettes fiscales et des autres recettes publiques affecté aux dépenses de consommation et d'investissement de l'État est inférieur au montant affecté aux dépenses des municipalités. L'influence de l'État sur l'allocation des ressources est plus importante que celle des autres autorités du secteur public.

## Administration de l'État
Respectant le principe de la séparation des pouvoirs, on peut constater que l’administration de l’État fait partie des pouvoirs exécutifs. On pourrait également dire qu'elle couvre toute activité des organes de l’État qui n’appartient pas à la législation ou aux pouvoirs judiciaires.
L’administration de l'État est composée de l’administration centrale, de l’administration régionale et de l’administration locale. Les autres parties de l’administration publique sont l’administration municipale, l’administration de l’église et l’administration publique indirecte. L’administration publique indirecte comprend les organismes de droit public indépendants (comme l’Institut Finlandais de la sécurité sociale ou la Banque de Finlande) et les autres organismes qui exercent le pouvoir public quand elles s’occupent des tâches qui leur ont été confiées par une loi ou un règlement (comme les associations de protection des animaux).

## Autonomie municipale et régionale
En Finlande, deux tiers des prestations de service public sont gérés par l’autorité municipale. Le rôle de l’autonomie municipale est plus important en Finlande que dans la majorité des pays. Le droit des municipalités de collecter l’impôt municipal est inscrit dans la constitution. La division du travail entre l’État et les municipalités n’est pas claire. La réforme des services sociaux et médicaux, préparée dans les années 2010, est supposée limiter le pouvoir et la responsabilité des petites municipalités.
La loi d’autonomie donne à Åland le droit de légiférer sur les affaires intérieures et de prendre des décisions concernant les estimations de dépenses et de revenus.

## Forces armées
La tâche la plus importante des forces armées est de défendre la Finlande. En plus de cela, les forces armées doivent contribuer à la sécurisation des fonctions vitales de la société avec les autres autorités et de participer à la gestion des crises. L’organisation des forces armées en temps de paix comprend l'état-major (pääesikunta) et ses quatre établissements : l’armée de terre, de mer et de l’air et la Haute École de la défense nationale finlandaise (Maanpuolustuskorkeakoulu). Le chef des forces armées est le président de la République.

## Politique étrangère et les taxes
Dans les années 1990 – et notamment après la Guerre de Continuation – la politique étrangère de la Finlande était caractérisée par son attitude envers l’Union Soviétique. Durant la période de plus de 30 ans de la présidence de Paasikivi et Kekkonen, les partis qui ne supportaient pas la politique de Paasikivi et Kekkonen n’étaient pas acceptés au gouvernement. L’Union Soviétique a été en butte à des problèmes à la fin du XXe siècle, et elle a perdu de son importance dans la politique étrangère de la Finlande. La Finlande a adhéré à plusieurs organisations supranationales comme le Conseil de l'Europe (1989), l’Espace économique européen (1992) et l’Union européenne (1995) et l’Eurogroupe (2002), plus informel.
Selon la constitution adoptée en 2000, la Finlande contribue à la coopération internationale pour assurer la paix et les droits humains ainsi que le développement de la société. La politique étrangère est dirigée par le président en collaboration avec le gouvernement. Le Parlement approuve les obligations internationales et leur dénonciation. Il est également chargé de la transposition des obligations internationales. Le gouvernement est responsable de la préparation au niveau national des décisions de l’Union européenne et des mesures nécessaires concernant ces décisions si le consentement du Parlement n'est pas exigé.
La Finlande est membre de l'Union européenne, des Nations unies, de la Banque mondiale et de plusieurs autres organisations.

## Finlande dans l'UE
La politique nationale des États membres est directement et indirectement influencée par la politique de l’Union européenne (UE). Les États membres doivent renoncer volontairement à une grande partie de leur autodétermination nationale et s’engagent à respecter la législation transnationale actuelle et celle qui sera adoptée à l’avenir. L'intégration européenne a été difficile pour les partis politiques.
Lors de son adhésion à l’Union européenne en 1995, la Finlande a adhéré directement à la deuxième phase de l’Union économique et monétaire (UEM). Pendant la troisième phase en Janvier 1999, l’euro scriptural a été introduit. Au début de 2002, les billets et pièces en euro ont remplacé le mark finlandais.
Les compétences de l'UE sont limitées et varient selon les secteurs. Le principe fondamental de la séparation des pouvoirs entre l'Union européenne et ses États membres est le principe d’attribution des compétences, ce qui veut dire que les États membres ont confié une partie de leurs compétences décisionnelles à l’Union.

## Galerie de responsables politiques récents

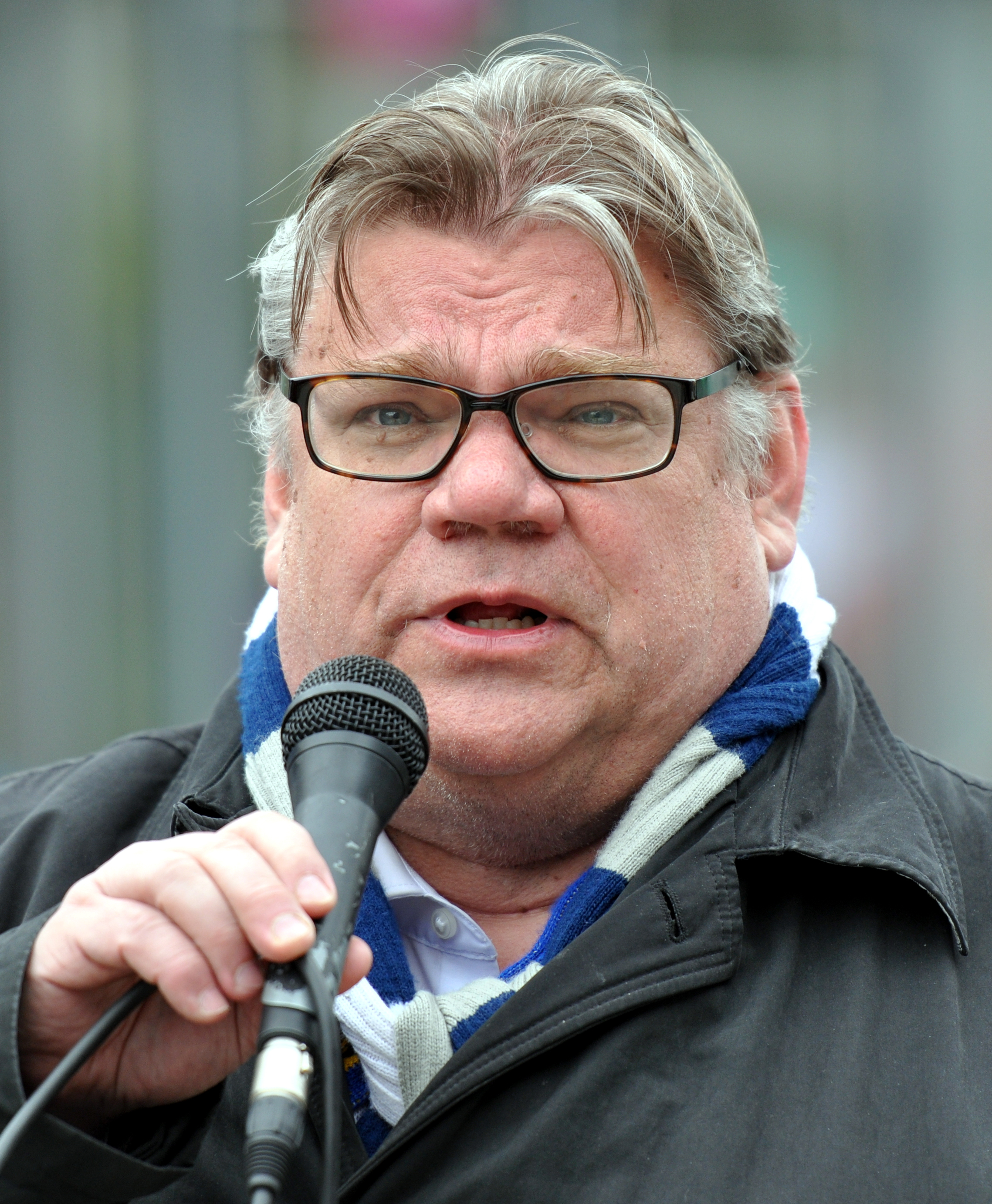
Timo Soini 2015-2017
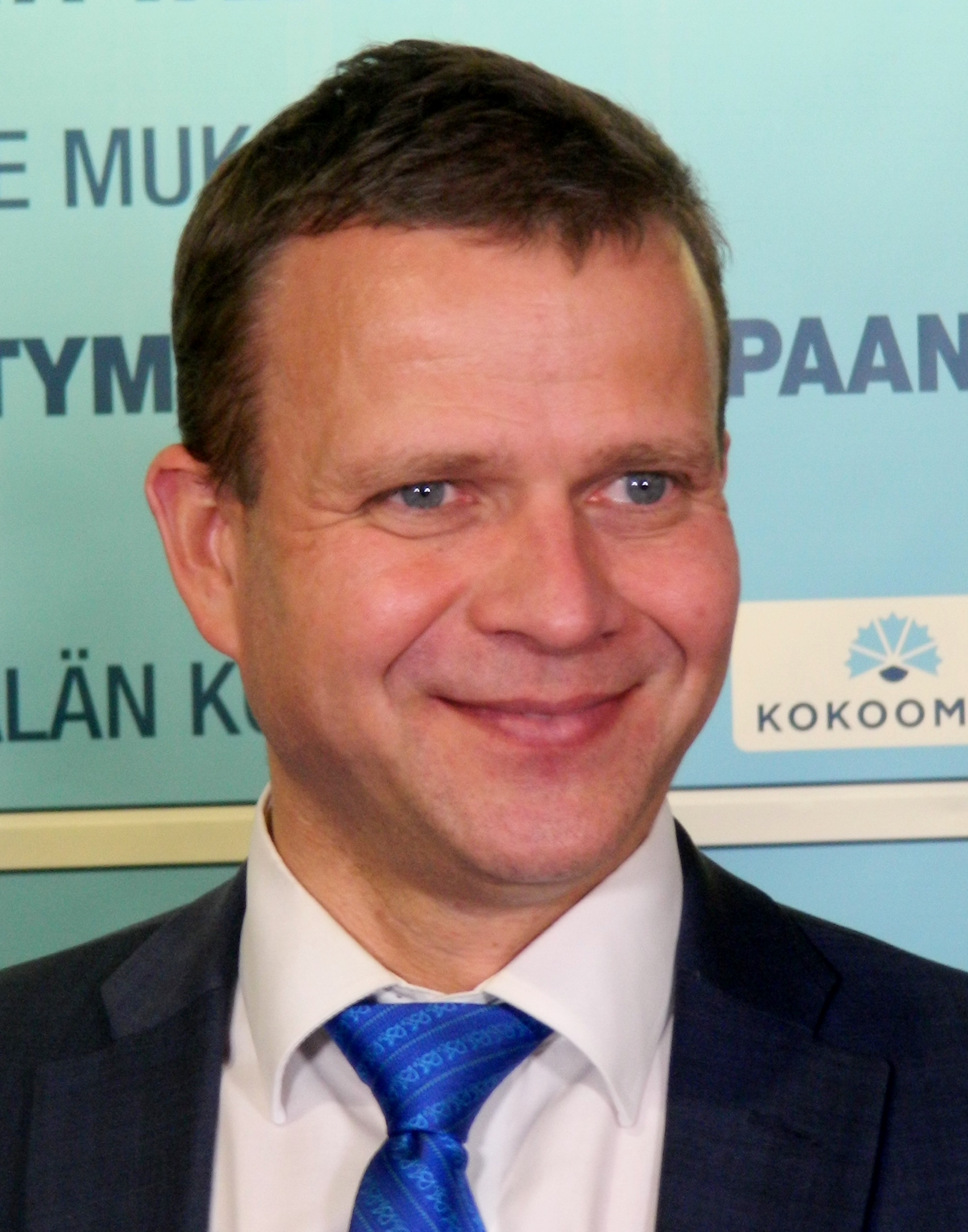
Petteri Orpo 2017-2019
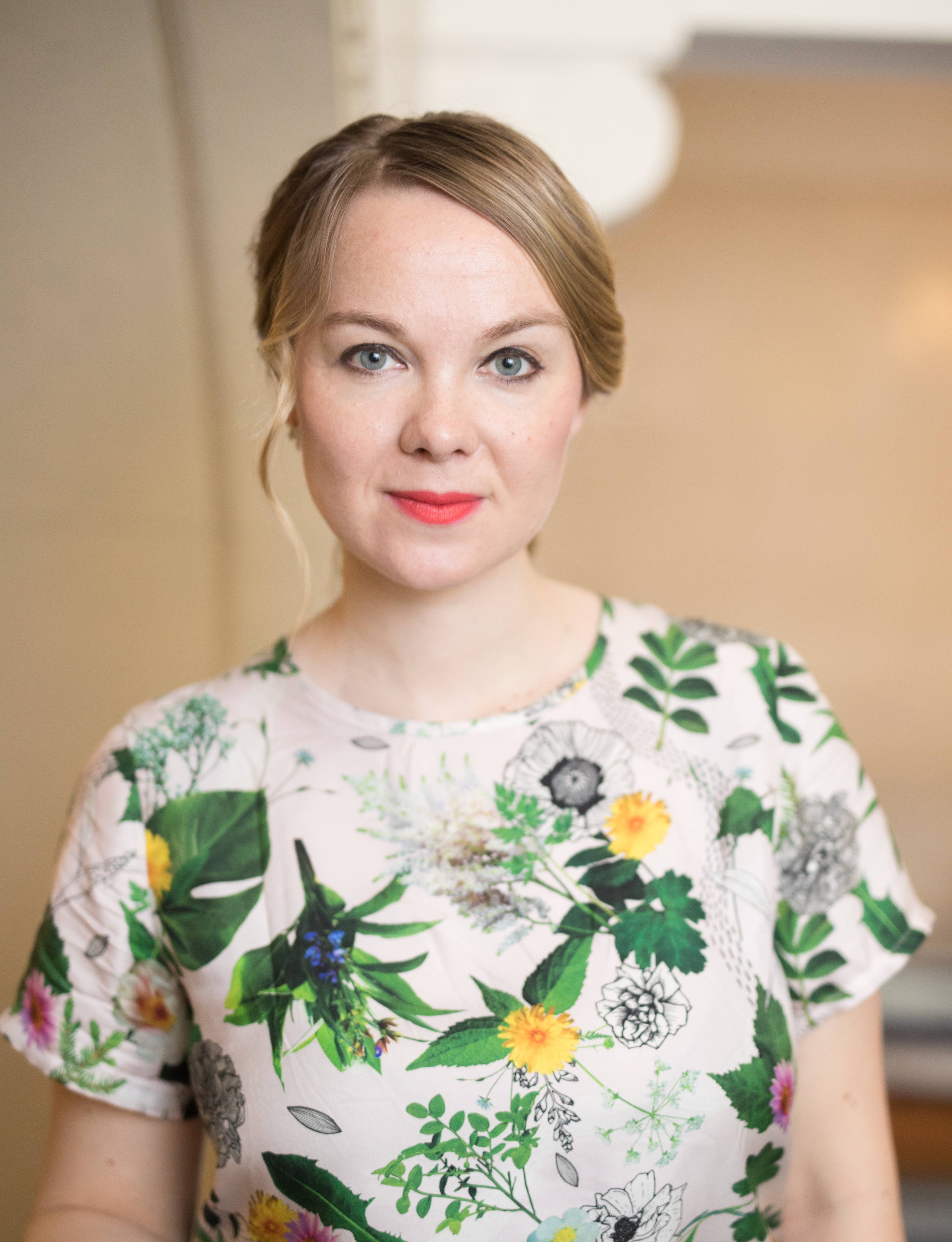
Katri Kulmuni 2019-2020
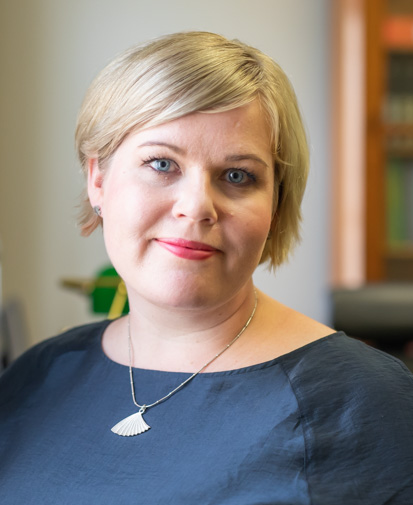
Annika Saarikko 2020-2023

Président(e) de la république

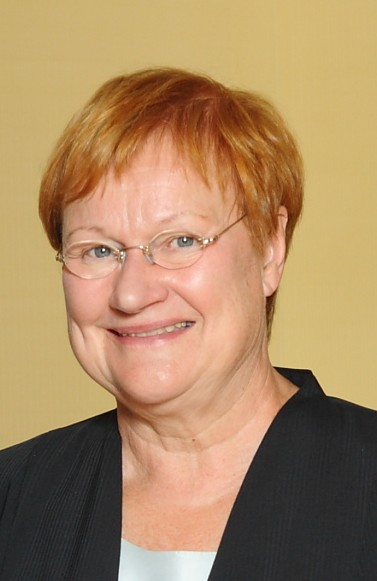
Tarja Halonen 2000-2012
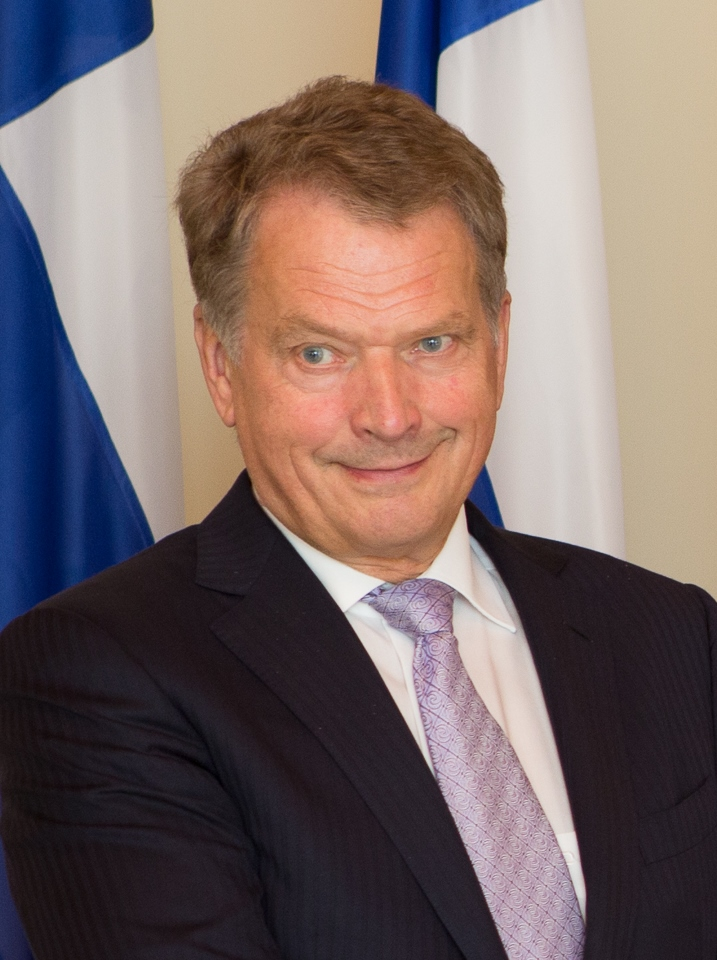
Sauli Niinistö 2012-2024
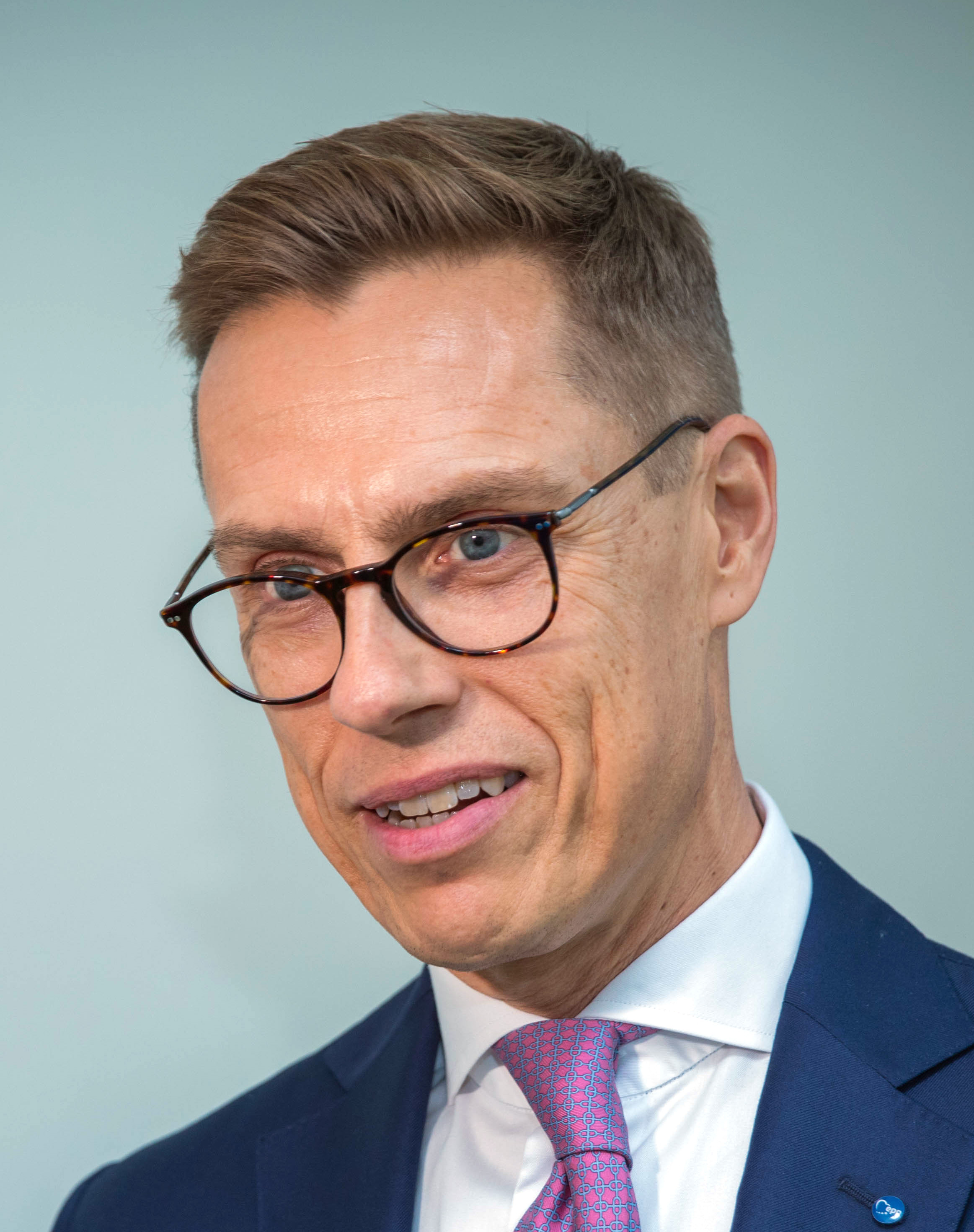
Alexander Stubb 2024-présent

Chef(fe) de gouvernement

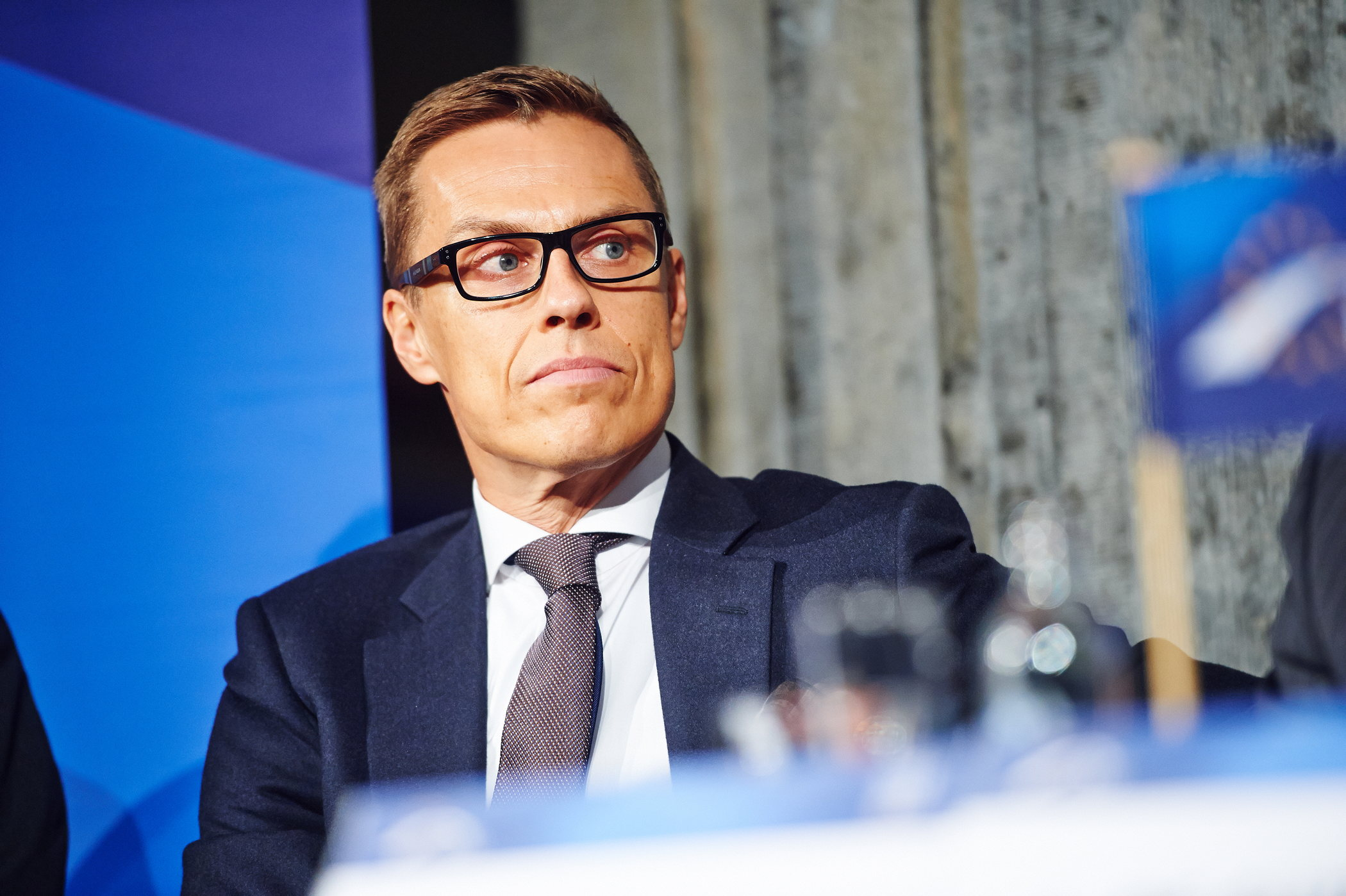
Gouvernement Stubb 2014-2015
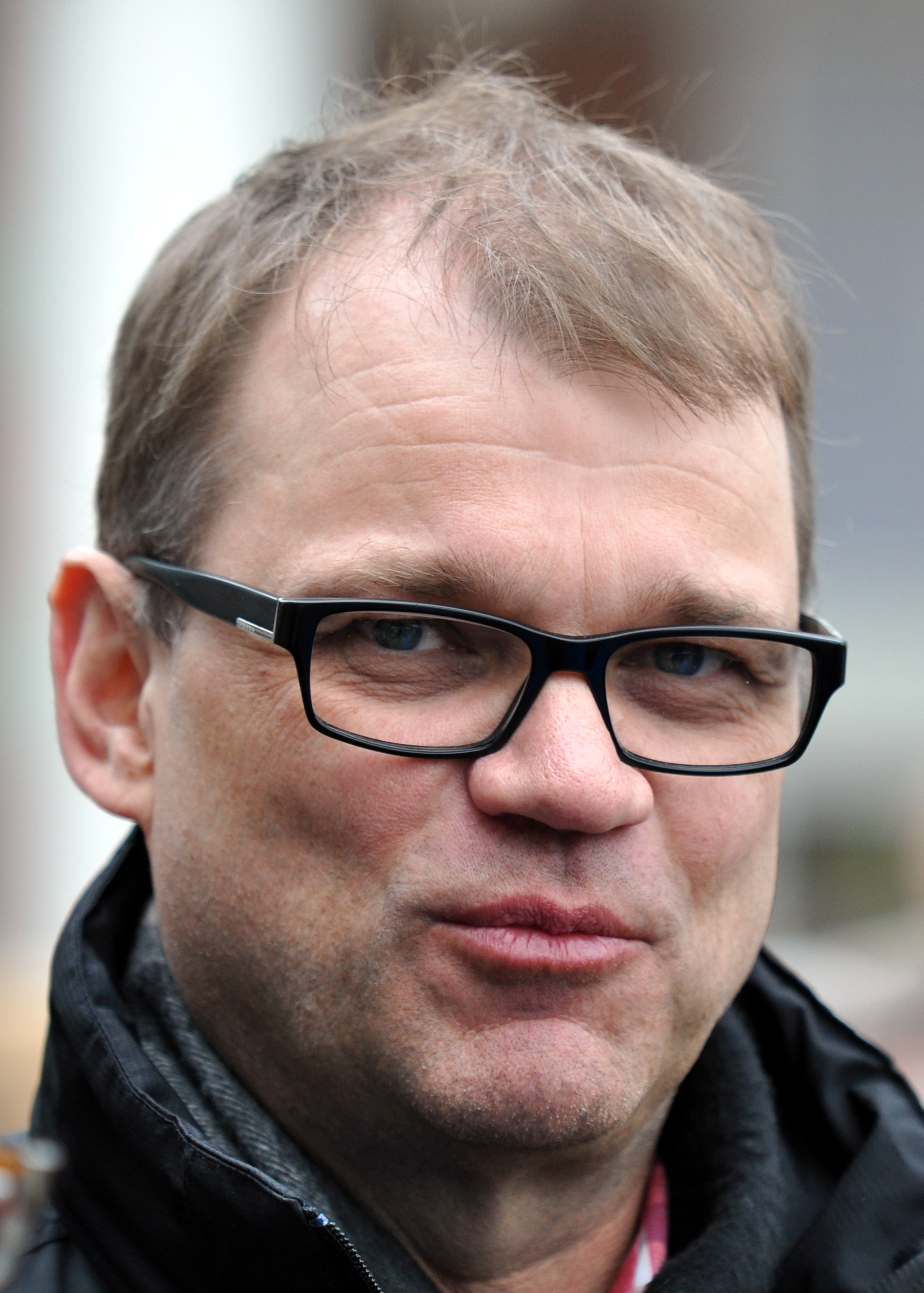
Gouvernement Sipilä 2015-2019
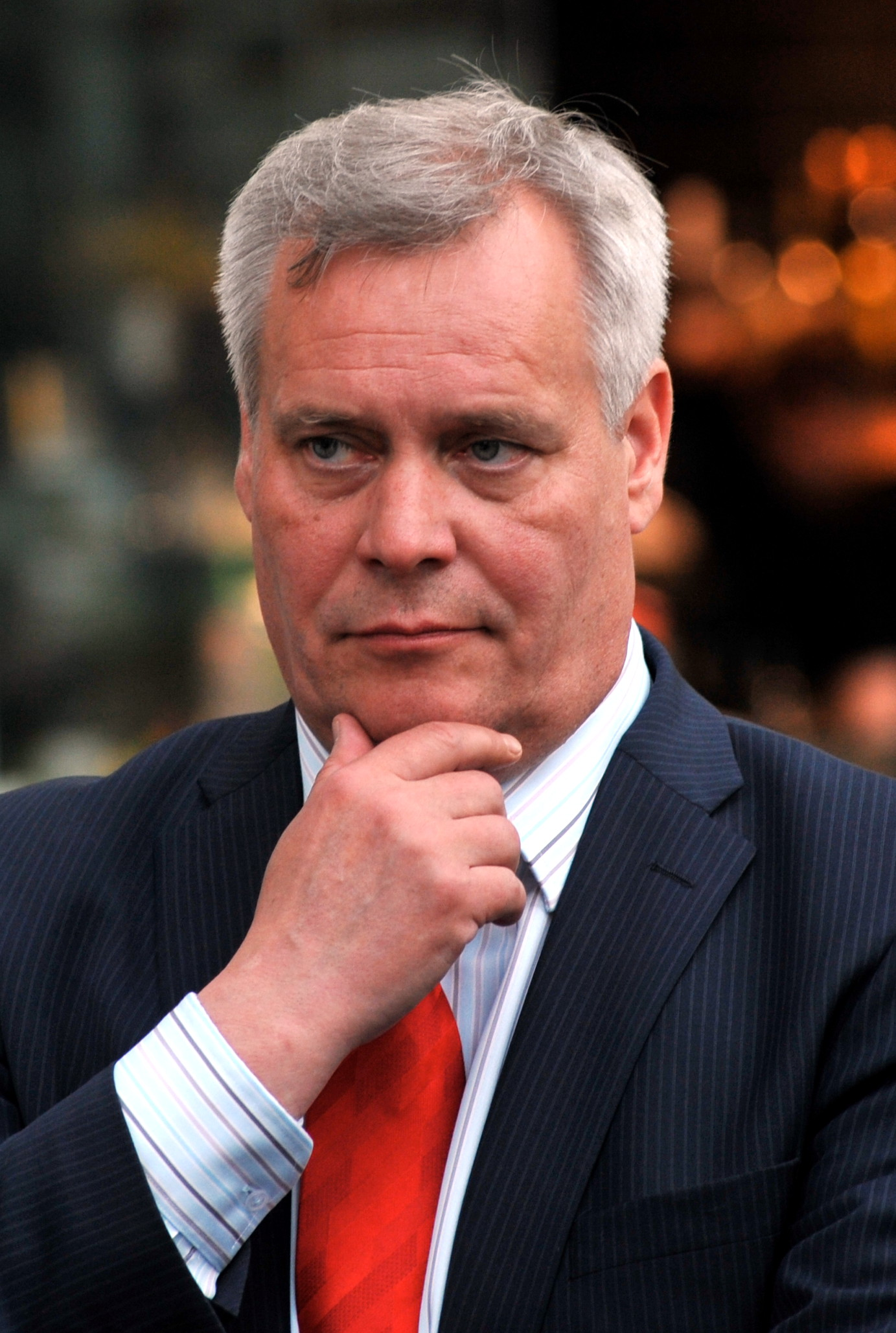
Gouvernement Rinne 2019
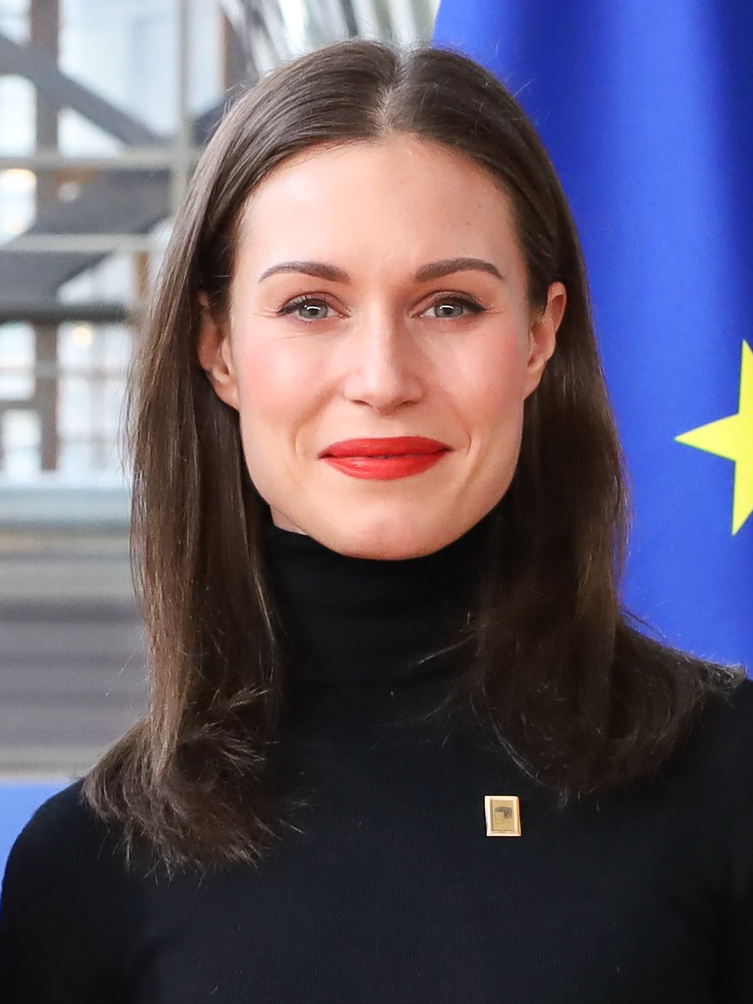
Sanna Marin 2019-2023
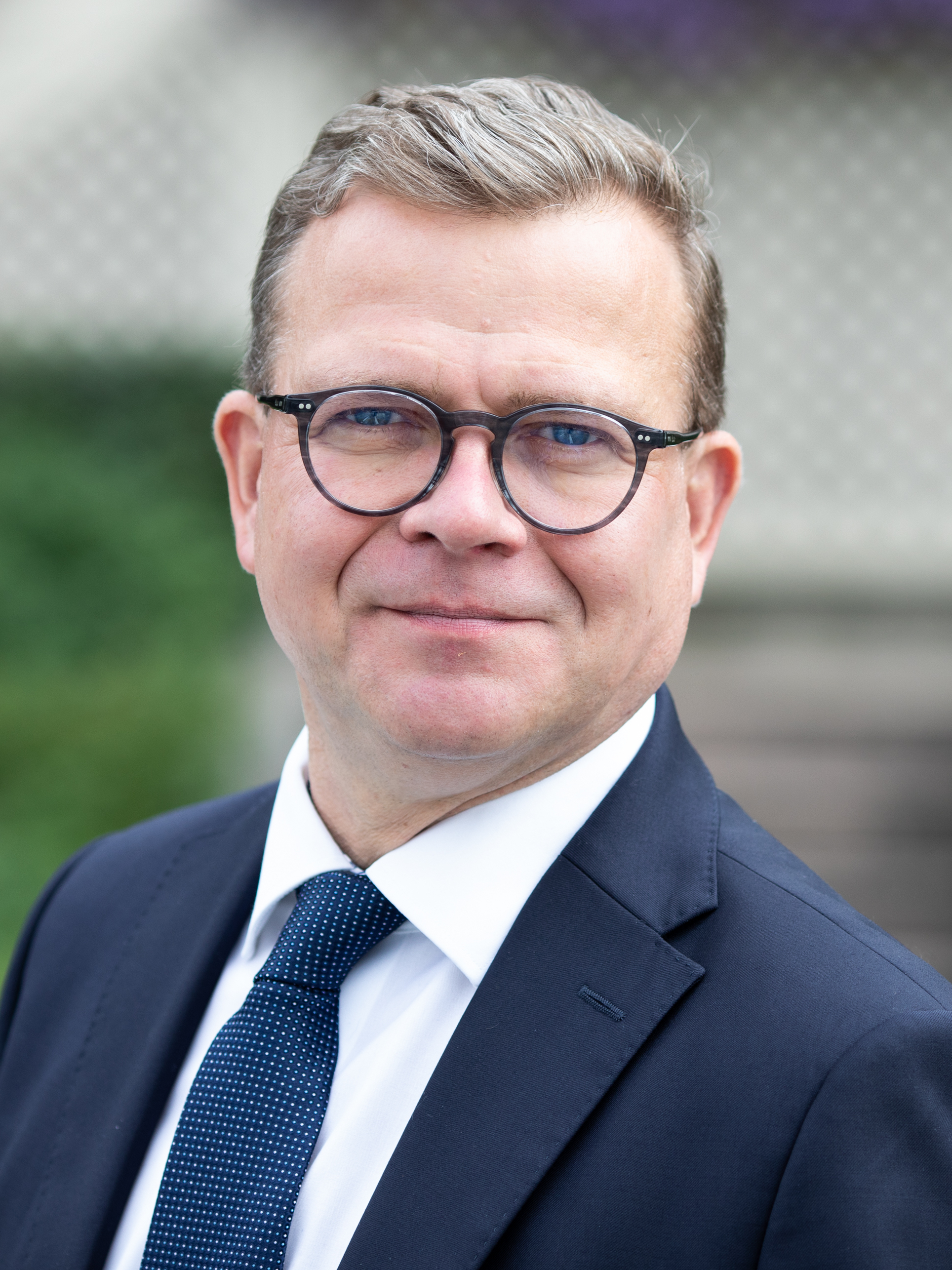
Petteri Orpo 2023-présent

Vice-Premier ministre de Finlande
- Timo Soini
2015-2017
- Petteri Orpo
2017-2019
- Katri Kulmuni
2019-2020
- Annika Saarikko
2020-2023